# Jyllands-Postens satiretegning af Kinas flag
Jyllands-Postens satiretegning af Kinas flag er en tegning af Niels Bo Bojesen i avisen Jyllands Posten den 27. januar 2020. Tegningen viser Kinas flag med de 5 gule stjerner ændret til coronavirussen.

## Baggrund

### Udbrud af coronavirus
I januar 2020 udbrød der en epidemi med SARS-CoV-2 coronavirus i provisen Hubei i Kina. SARS-CoV-2 (midlertidigt navn 2019-nCoV) blev oprindeligt identificeret i midten af december 2019 i byen Wuhan i det centrale Kina efter mange mennesker fik lungebetændelse af ukendte årsager, primært knyttet til salgsboderne på Huanan Seafood Market, men epidemien kom først for alvor til omverdenens kendskab den 22. januar 2020, da den blev omtalt i Journal of Medical Virology. Samme dag blev det kendt, at virussen havde spredt sig til andre lande, og der var forekommet enkelte dødsfald. Den 22. januar havde virussen spredt sig til Bangkok, Tokyo, Sydkorea, Beijing, Shanghai, Guangdong-provinsen, Taiwan og staten Washington i USA.
Ifølge BBC var dødstallet 170 pr 30. januar 2020, og mindst 7.711 var smittet.
Den 30. januar 2020 erklærede FN's verdenssundhedsorganisation WHO virusset en "folkesundhedsmæssig nødsituation af international bekymring". I WHO forkorter man den type situationer til PHEIC.

### Virusflag
Den belgiske avis De Standaard bragte fredag den 24. januar en tegning af Steven (Lectrr) Degryse, som viser det kinesiske flag, idet de fem stjerner er udskiftede med de internationale advarselssymboler for sundhedsfarligt biologisk affald. Tegningen fik dog ikke stor opmærksomhed. Mandag den 27. januar 2020 bragte Morgenavisen Jyllands-Posten en lignende tegning af bladtegner Niels Bo Bojesen. Tegningen viser Kinas flag med de 5 gule stjerner ændret til coronavirussen.

### Betydning af det kinesiske flag
Kinas flag blev antaget i 1949. Den røde farve står for revolution, mens den store stjerne i dag symboliserer Det Kommunistiske Partis lederskab. De fire små stjerner er Kinas forskellige befolkningsgrupper - bønder, arbejdere, småborgere og patriotiske kapitalister. En alternativ symbolik går på, at den store stjerne repræsenterer hankinesere - som udgør omkring 92 procent af befolkningen - mens de øvrige stjerner står for de største nationale minoriteter: manchuer, tibetanere, mongoler og uighurere i Xinjiang.

## Den første reaktion

### Det Kinesiske Handelskammer i Danmark
Få timer efter avisens udgivelse mandag den 27. januar 2020 kom virustegningen til kendskab hos CCCD, Det Kinesiske Handelskammer i Danmark, med bl.a. Huawei, Bank of China, containerrederiet COSCO Shipping Lines og flyselskabet Air China i selskabet. CCCD udsendte en pressemeddelelse og forlangte en officiel undskyldning fra Jyllands-Posten. Handelskammeret mente, at avisen med tegningen, hvor den dødbringende sygdom direkte blev indsat i flaget, antydede, at alle kinesere var smittebærere. "For de kinesiske virksomheder i Danmark handler det om, at de føler, at de har investeret rigtig meget i Danmark og skabt en masse arbejdspladser. Flaget er deres ansigt udadtil, og de føler, at de nu har fået en lussing," skrev TV2.

### Den kinesiske ambassade
Dagen efter, den 28. januar 2020, skrev Kinas repræsentation i Danmark, at det har "overskredet lavmålet for et civiliseret samfund og den etiske grænse for ytringsfrihed."  Den kinesiske ambassade skrev i en pressemeddelelse, at Jyllands-Posten og tegner Niels Bo Bojesen skulle erkende deres fejl og give en offentlig undskyldning til det kinesiske folk. "Satiretegningen, der håner den kritiske situation i Kina […] er chokerende og dybt fornærmende for det kinesiske folk. Mange mennesker har mistet deres liv i Kina, og tusindvis af læger og sygeplejersker kæmper dag og nat mod den dødbringende virus […] Mange lande og medier har tilbudt støtte og sympati. Dette står nu i skarp kontrast til, hvad Jyllands-Posten har gjort, hvilket virker hjerteløst og moralsk forkasteligt for millioner af mennesker." "Hvis en ven eller nabo mister et barn, viser man medfølelse og tilbyder hjælp i den svære situation. Jeg er overbevist om, at de fleste danskere tager afstand til Kina-tegningen," uddybede den kinesiske ambassadør Feng Tie i et debatindlæg på Jyllands Posten den 30. januar 2020.

## Reaktioner i Kina

### Sociale medier
Både i og udenfor Kina opfattede kineserne tegningen som mangel på sympati, empati og forståelse for, hvad kineserne gennemgik. På Twitter og Facebook rasede kinesiske profiler over Jyllands-Postens karikaturtegning over det kinesiske flag. I Kina afholdt man flere tegningkonkurrencer på adskillige sociale medier, hvor redigerede udgaver af Dannebrog med blandt andet afføring, menstruationsbind og hagekors blev postet.

### Den danske ambassade i Kina
På sin Weibo-side har den danske ambassade i Kina sendt flere coronavirusrelaterede beskeder til kinesere, hvor en af dem er en kommentar om tegningen af statsminister Mette Frederiksen (S).

### Kinesisk shitstorm mod Jyllands Posten
Dr.dk skriver den 30. januar 2020, at kinesiske brugere stormede en afstemning om JP-tegning. Det fremgår af afstemningens data, at af de 152.000 brugere, der har set afstemningen, er blot 12 procent fra Danmark, mens hele 51 procent er fra Kina. I afstemningen skal brugerne tilkendegive, om de synes, avisen og tegneren bag illustrationen bør undskylde eller ej. Resultatet blev et Nej på 78,25%, da afstemningen blev fjernet fra jp.dk i løbet af eftermiddagen samme dag.

### Regeringens avis reagerer
I en leder i den statskontrollerede kinesiske avis China Daily den 28. januar 2020 blev der rettet skarp kritik af bladtegner Niels Bo Bojesen. Avisen skrev, at tegningen var et eksempel på nogle vesterlændinges dæmonisering af Kina. Samtidig skrev avisen, at "danskerne er gode mennesker", og at "vi stoler på den danske befolknings moral, og vi er sikre på, at tegningen aldrig vil modtage nogen støtte i landet. Ud over protester og bebrejdelser fra Kina vil tegningen kun høste bebrejdelse fra samvittighedsfulde folk i Danmark."  Avisen er grundlagt af Kinas kommunistiske parti og fungerer som talerør for regeringen og afspejler regeringens holdning.
"Det ser ud til, at sagen er ved at lande uden at få et større efterspil for Danmarks vedkommende," sagde DR's Asien-korrespondent.

## Reaktioner i Danmark
Tegningen blev delt flittigt på samtlige danske medier og på flere udenlandske medier. Internationale nyhedsbureauer som AFP, AP, Bloomberg og Reuters omtalte alle sagen den 28 januar 2020. Det samme gjorde det svenske nyhedsbureau TT og det norske nyhedsbureau NTB.

### Reaktion fra statsministeren
Statsminister Mette Frederiksen (S) reagerer med kommentaren, at "vi har en meget stærk tradition i Danmark ikke alene for ytringsfrihed, men også for satiretegninger, og det kommer vi også til at have i fremtiden." 

### Reaktion fra Jyllands Posten
Jyllands Postens chefredaktør, Jacob Nybroe, afviste kritikken fra Kina og ville ikke undskylde. I en kommentar på engelsk og mandarin erklærede han dog, at tegningen ikke havde til hensigt at støde nogen.
I en leder den 29. januar 2020 skrev Jyllands Posten, at "det var over grænsen, da den kinesiske ambassade i Danmark tirsdag forlangte en undskyldning fra Jyllands-Posten."

### Øvrige reaktioner i Danmark
Danske politikere bakker op om Jyllands-Posten, efter at den kinesiske ambassade har krævet undskyldning for satiretegning. Enkelte mente, at Jyllands-Posten burde undskylde for tegningen. 
I diskussionerne blev der sat spørgsmålstegn ved, hvorvidt det kan give fængsel at håne et nationalflag, da paragraffen ikke havde været brugt i 74 år, og ytringsfrihed vægtes højere i dag end da loven blev lavet.
Kina er Danmarks sjettestørste eksportmarked ifølge Udenrigsministeriet  I Danmark frygtede flere, at tegningen kunne få større konsekvenser for Danmark. Blandt andet skrev Finans.dk, at den danske fødevareindustri havde milliarder af kroner i klemme i striden om tegningen.

### Troldehær?
Mistanken om, at der kunne være tale om en "koordineret troldehær", som står bag offensiven, blev rejst af bl.a. DR. Samtidigt skrev DR, ”men omvendt er det heller ikke utænkeligt, at den grafiske gengældelsen netop kommer fra helt almindelige kinesere”.
Danske medier bakkede hinanden op og skrev, at det kinesiske styre stod bag den kinesiske offensiv. For eksempel skrev Dagbladet Information den 29. januar 2020, "Når det kinesiske styre raser over en satiretegning i et dansk dagblad, så er det ikke udtryk for en spontan, følelsesladet forargelse. I stedet er der tale om en taktisk fornærmelse, som er et af kommunistpartiets hyppigst brugte værktøjer".  Altinget.dk skrev, at "Kinas kritik af avistegning varsler en ny verdensorden".